# Canton de Limoges-Couzeix
Le canton de Limoges-Couzeix est une ancienne division administrative française située dans le département de la Haute-Vienne et la région Nouvelle-Aquitaine. À la suite du redécoupage cantonal de 2014, le canton est fondu dans ceux de Limoges-2 et Limoges-3.

## Histoire
Le canton a été créé en 1973.

## Représentation
| Période | Période          | Identité            | Étiquette    | Qualité                                                                      |
| ------- | ---------------- | ------------------- | ------------ | ---------------------------------------------------------------------------- |
| 1973    | 1979             | Jacques Sertout     | PS puis DVG  | Médecin maire de Couzeix (1977-1978)                                         |
| 1979    | 1985             | André Santrot       | PCF          | Cheminot Adjoint au Maire de Couzeix                                         |
| 1985    | 1992             | Jean Parreau        | PS           | Agent immobilier maire de Couzeix (1978-1995)                                |
| 1992    | 1998             | Jean-Marc Gabouty   | UDF          | Chef d'entreprise maire de Couzeix (1995-2017)                               |
| 1998    | 2004             | Gérard Terrier      | PS           | Médecin anesthésiste à Limoges                                               |
| 2004    | 2014 (démission) | Jean-Marc Gabouty   | UMP puis UDI | Imprimeur, maire de Couzeix (1995-2017) Sénateur depuis 2014                 |
| 2014    | 2015             | Marie-Claude Lainez | UDI          | Fonctionnaire Conseillère régionale (2010-2014) Adjointe au Maire de Couzeix |

## Composition
Le canton de Limoges-Couzeix groupe 2 communes et compte 10 648 habitants au recensement de 2010.
| Communes | Population (2012) | Code postal | Code Insee |
| -------- | ----------------- | ----------- | ---------- |
| Couzeix  | 8 259             | 87270       | 87050      |
| Limoges  | 2 389             | 87100       | 87085      |

## Démographie
| 1962 | 1968 | 1975 | 1982 | 1990 | 1999  | 2006  | 2010   |
| ---- | ---- | ---- | ---- | ---- | ----- | ----- | ------ |
| -    | -    | -    | -    | -    | 9 115 | 9 957 | 10 648 |